# Liste der Monuments historiques in Sommières-du-Clain
Die Liste der Monuments historiques in Sommières-du-Clain führt die Monuments historiques in der französischen Gemeinde Sommières-du-Clain auf.

## Liste der Bauwerke
| Bezeichnung       | Beschreibung                      | Standort | Kennzeichnung | Schutzstatus | Datum | Bild           |
| ----------------- | --------------------------------- | -------- | ------------- | ------------ | ----- | -------------- |
| Schloss           | Erbaut im 17./18. Jahrhundert     | (Lage)   | PA00105733    | Inscrit      | 1988  |                |
| Kirche St-Gaudent | Erbaut im 11. und 13. Jahrhundert | (Lage)   | PA00105734    | Inscrit      | 1935  | weitere Bilder |

## Liste der Objekte
- Monuments historiques (Objekte) in Sommières-du-Clain in der Base Palissy des französischen Kultusministeriums